# Prix Planète SF des blogueurs
Le prix Planète SF des Blogueurs, plus couramment appelé prix Planète SF, est un prix littéraire qui récompense chaque année le meilleur ouvrage (roman ou recueil de nouvelles) de science-fiction, fantasy ou fantastique inédit publié durant l’année écoulée. Ce prix a la particularité d'être semi-public puisque porté par la communauté Planète SF, communauté regroupe des lecteurs, blogueurs et webmasters de sites dédiés à l’imaginaire. La communauté, présente sur les réseaux sociaux, s'organise autour d'un agrégateur de blogs/sites de lecteurs des genres de l'imaginaire et d'un forum.

## Historique
Créé en 2011 par deux blogueurs littéraires passionnés de science-fiction, le prix se veut la vitrine d’une blogosphère de l’imaginaire active et inventive, présente aussi bien sur le web que lors de rencontres officielles du petit monde de la SFFF. Le trophée est remis lors des festivals consacrés aux littératures de l'imaginaire (les Utopiales de Nantes,,,, Les Intergalactiques de Lyon...).

## Composition du jury
Le jury est composé, au maximum, de huit blogueurs littéraires spécialisés en science-fiction, fantasy ou fantastique. Le bureau du prix est tenu par son Président, membre également.

## Lauréats du Prix Planète-SF des Blogueurs
| Année | Auteur                            | Ouvrage                    | Éditeur                                    | Notes                              |
| ----- | --------------------------------- | -------------------------- | ------------------------------------------ | ---------------------------------- |
| 2011  | L. L. Kloetzer                    | Cleer                      | Denoël, coll. « Lunes d'encre »            | –                                  |
| 2012  | Paolo Bacigalupi                  | La Fille automate          | Au diable vauvert                          | traduit par Sara Doke              |
| 2013  | Ian McDonald                      | La Maison des derviches    | Denoël, coll. « Lunes d'encre »            | traduit par Jean-Pierre Pugi       |
| 2014  | Jean-Philippe Jaworski            | Même pas mort              | Les Moutons électriques                    | –                                  |
| 2015  | Morgane Caussarieu                | Je suis ton ombre          | Mnémos, coll. « Dédales »                  | –                                  |
| 2016  | Christian Chavassieux             | Les Nefs de Pangée         | Mnémos, coll. « Dédales »                  | –                                  |
| 2017  | Jo Walton                         | Mes vrais enfants          | Denoël, coll. « Lunes d'encre »            | traduit par Florence Dolisi        |
| 2018  | N. K. Jemisin                     | La Cinquième Saison        | J'ai lu, coll. « Nouveaux Millénaires »    | traduit par Michelle Charrier      |
| 2019  | Neal Stephenson                   | Anatèm                     | Albin Michel, coll. « Imaginaire »         | traduit par Jacques Collin         |
| 2020  | Marina et Sergueï Diatchenko (ru) | Vita Nostra                | L'Atalante, coll. « La Dentelle du cygne » | traduit par Denis E. Savine        |
| 2021  | Lavie Tidhar                      | Aucune terre n'est promise | Mü                                         | traduit par Julien Bétan           |
| 2022  | Mariana Enríquez                  | Notre part de nuit         | Sous-sol                                   | traduit par Anne Plantagenet       |
| 2023  | Simon Jimenez                     | Le Pays sans Lune          | J'ai lu, coll. « Nouveaux Millénaires »    | traduit par Patrick Dechesne       |
| 2024  | Alastair Reynolds                 | La Maison des Soleils      | Le Bélial                                  | traduit par Pierre-Paul Durastanti |